# Arndt Müller
Arndt Müller (* 3. September 1942 in Leipzig) ist ein deutscher ehemaliger Rechtsanwalt. Er war 1975 bis 1977 Verteidiger im Stammheimer Prozess gegen die Anführer der ersten Generation der Rote Armee Fraktion (RAF). Wegen des Schmuggels von Waffen und anderen Gegenständen in den Hochsicherheitstrakt der JVA Stuttgart wurde Müller wegen Unterstützung einer terroristischen Vereinigung 1980 zu einer Haftstrafe von vier Jahren und acht Monaten und weiteren fünf Jahren Berufsverbot verurteilt.

## Verteidiger im Stammheimer Prozess

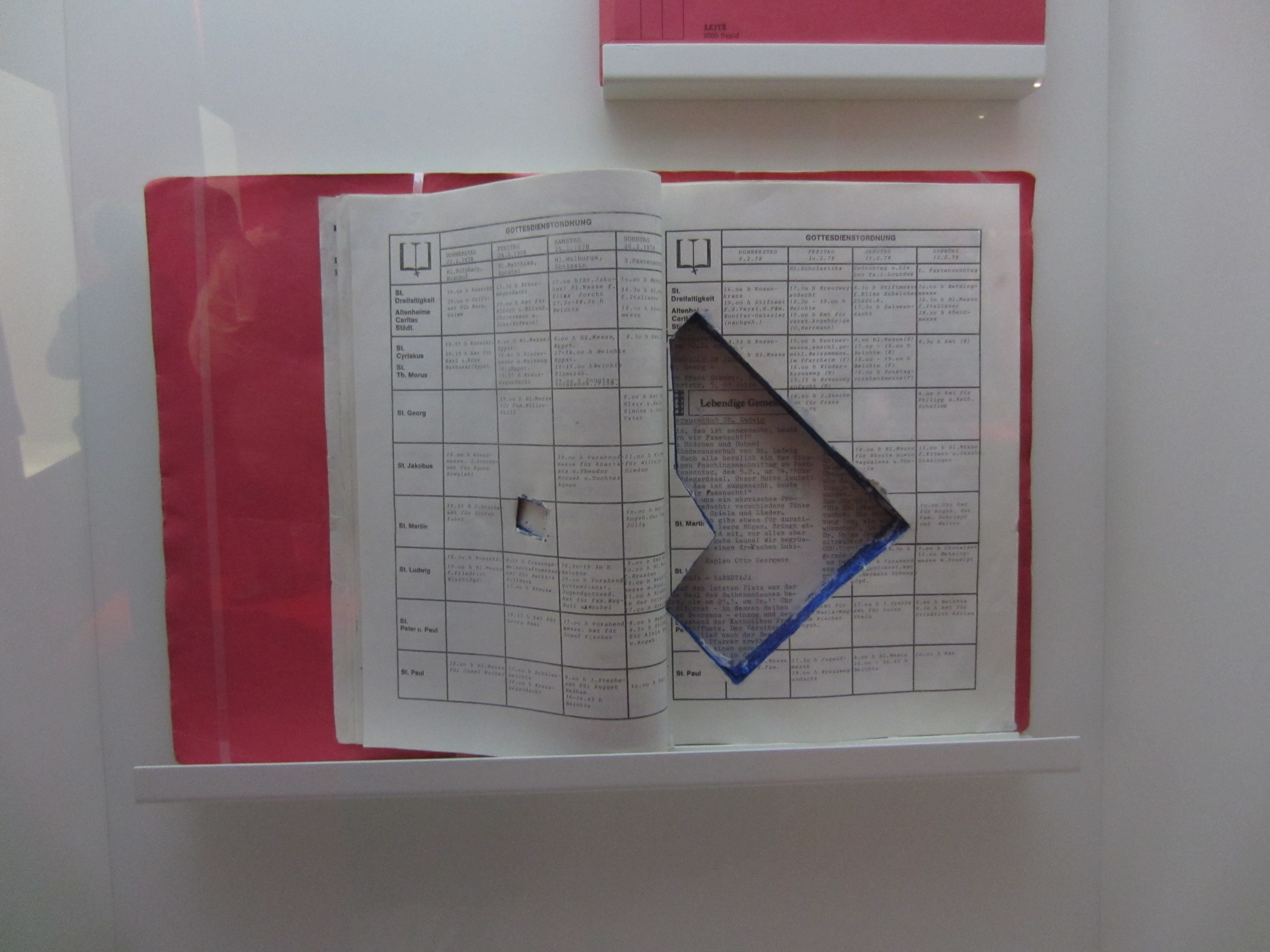
In einem solchen Versteck in den Akten schmuggelten die Rechtsanwälte Arndt Müller und Armin Newerla drei Schusswaffen in den Hochsicherheitstrakt der JVA Stuttgart

In den 1970er Jahren erreichte die Auseinandersetzung der alten Bundesrepublik mit der RAF ihren Höhepunkt. Eines der zentralen Ereignisse war der Stammheimer Prozess von 1975 bis 1977, in dem die Anführer der ersten Generation und Gründer der RAF unter anderem wegen vierfachen Mordes angeklagt waren. Müller trat hier als einer der Verteidiger Gudrun Ensslins auf, ergriff in der Hauptverhandlung jedoch niemals das Wort.
Müller gehörte zu einigen Rechtsanwälten, die ihre Mandanten auch durch illegale Handlungen aktiv unterstützten. So organisierten sie ein sogenanntes Infosystem. Das bedeutete, sie schmuggelten Mitteilungen, sogenannte Kassiber, in die Gefängnisse und aus den Gefängnissen, verteilten sie unter den Gefangenen und gaben sie auch an gesuchte Verdächtige, die aktiven Mitglieder der zweiten RAF-Generation, weiter. Dies gewährleistete nicht nur die Vorbereitung auf die zahlreichen Gerichtsverfahren, sondern führte auch dazu, dass die zweite Generation der RAF von den inhaftierten Mitgliedern der ersten Generation aus den Gefängnissen heraus angeführt wurde. Zentrale dieses illegalen Systems war die Kanzlei von Klaus Croissant in Stuttgart, in der Müller ab 1975 Sozius war.
Noch vor dem Prozess waren die wichtigsten Mitglieder der ersten RAF-Generation im Hochsicherheitstrakt der JVA Stuttgart zusammengelegt worden und wurden in einem extra erbauten Gerichtsgebäude direkt neben der JVA vor Gericht gestellt. Später wurde erkannt, dass Müller extra angefertigte, verleimte Handakten für den Schmuggel zahlreicher Gegenstände nutzte. Während des Stammheimer Prozesses hatten die Angeklagten das Recht, diverse Akten, ihre Verteidigung betreffend, mit in ihre Zellen zu nehmen. Die Akten wurden ihnen im Gerichtssaal überreicht und nur oberflächlich durch Durchblättern untersucht. Da die Gefangenen meist schnell abgeführt werden sollten, flog der Schmuggel nie auf. Auf diese Weise transportierte Müller während der 192 Prozesstage drei Schusswaffen, 650 Gramm Sprengstoff, Zünder, ein Kofferradio, eine Kochplatte und andere Gegenstände in den Hochsicherheitstrakt. An dem Schmuggel war auch ein weiterer Sozius aus der Kanzlei Croissant beteiligt, Armin Newerla (1946–2015).
Von Oktober 1975 bis Juni 1977 besuchte Müller 584 Mal die Gefangenen, davon 232 mal Gudrun Ensslin. Er galt als „Reise-Anwalt“, der der Kommunikation der Gefangenen untereinander diente, da er auch Gefangene in diversen anderen Gefängnissen häufig besuchte.
Nach mehreren Freipressungsversuchen der zweiten RAF-Generation kam es mit der Schleyer-Entführung und der Entführung des Flugzeugs „Landshut“ im sogenannten Deutschen Herbst 1977 zum Höhepunkt des Linksterrorismus in Deutschland. Nachdem die Passagiere des Flugzeugs am 18. Oktober 1977 von der GSG 9 befreit worden waren, wurde klar, dass die RAF keine Freilassung der inhaftierten Terroristen erreichen würde. Als die Gefangenen von der Befreiung der Flugzeuggeiseln erfuhren, nahmen sich Andreas Baader, Gudrun Ensslin und Jan-Carl Raspe in der sogenannten Todesnacht von Stammheim in ihren Zellen das Leben. Baader und Raspe erschossen sich mit von Müller eingeschmuggelten Pistolen.
Angaben über das Informationssystem der Gefangenen und über Erdlager, in denen RAF-Mitglieder Sprengstoff und Waffen gehortet hatten, machte nach den Suiziden der Kronzeuge Volker Speitel, der auch Müller belastete. Müller wurde im September 1977 verhaftet, ebenso wie Newerla und Croissant, der nach Frankreich geflohen war und von dort ausgeliefert wurde. Am 31. Januar 1980 wurde Müller vom Oberlandesgericht Stuttgart zu vier Jahren und acht Monaten Haft und fünf Jahren Berufsverbot verurteilt. Newerla erhielt dreieinhalb Jahre Haft.